# Bodilis
Bodilis är en kommun i departementet Finistère i regionen Bretagne i västra Frankrike. Kommunen ligger i kantonen Landivisiau som tillhör arrondissementet Morlaix. År 2022 hade Bodilis 1 700 invånare.

## Befolkningsutveckling
Antalet invånare i kommunen Bodilis
Referens:INSEE